# Stella del Sud (diamante)

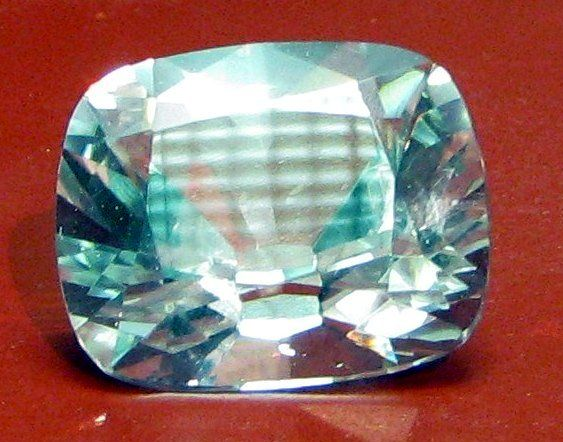
Copia in cristallo della Stella del Sud

La Stella del Sud (Estrela do Sul in portoghese) è un diamante di 128,48 carati con taglio a cuscino, incolore (con leggeri riflessi rosa), trovato in Brasile nel 1853.
Il diamante grezzo (del peso di 261,88 carati) fu trovato da una giovane schiava sulla sponda di un fiume nei pressi della città di Estrela do Sul, nello stato brasiliano di Minas Gerais. Fu ricompensata dal suo padrone, Casimiro de Moraes, con la libertà e un vitalizio. De Moraes lo vendette al prezzo di 3.000 sterline, molto più basso del suo vero valore. L'acquirente lo depositò in una banca di Rio de Janeiro per un valore di 30.000 sterline.
Fu poi acquistato per 35.000 sterline da un gioielliere di Amsterdam, che lo fece tagliare e lo chiamò "Stella del Sud". Il diamante fu esposto in pubblico alle esposizioni universali di Londra nel 1862 e di Parigi nel 1867, e in seguito fu venduto ad un principe indiano per 80.000 sterline. Egli lo vendette poi ad un ricco commerciante di Mumbai, che a sua volte lo vendette nel 2002 alla gioielleria Cartier di Parigi.
Il valore di mercato attuale della "Stella del Sud" è stimato in 94 milioni di dollari.